# Stillicidio
Lo stillicidio è la caduta o lo sgocciolamento dell'acqua per effetto della forza di gravità.

## In geologia
Esso non è una vera e propria precipitazione, poiché il volume di acqua non è intenso e nemmeno ha un flusso costante (come invece avviene per le cascate), ma è solitamente costituito da flussi irregolari.
Fenomeni facilmente riscontrabili di stillicidio:
- all'interno di grotte dove la sua costante presenza può dar luogo a stalattiti o stalagmiti;
- l'acqua che gocciola dal soffitto a causa di una perdita nelle tubature condominiali;
- la pioggia che precipita a terra dal bordo dei tetti o dalle grondaie;
- i panni stesi sul balcone ad asciugare.

Lo stillicidio può diventare pericoloso in montagna, nei tratti di strada esposti che costeggiano pareti di roccia: in questi casi, normalmente, le zone oggetto di stillicidio sono presidiate da cartelli che avvertono la possibilità di gocciolamenti dall'alto, proprio a causa dell'irregolarità dei flussi.

## Nel linguaggio comune
Nel linguaggio comune con stillicidio si indica una ripetizione convulsa e inappropriata. Ad esempio: uno stillicidio di dichiarazioni ai giornali da parte di un esponente politico, oppure uno stillicidio di post da parte di un utente del web.